# Сестра, сестра
«Сестра, сестра» (англ. Sister, Sister) — американский комедийный телесериал, который транслировался на ABC с 1 апреля 1994 по 28 апреля 1995 года, а затем на The WB с 6 сентября 1995 до 23 мая 1999 года. В центре сюжета находились разделённые при рождении идентичные близнецы Тиа и Тамера (Тиа Маури и Тамера Маури), которые нашли друг друга четырнадцать лет спустя. В ситкоме также снялись Джеки Гарри в роли приемной матери-одиночки Тии, и Тим Рейд в роли приемного отца Тамелы.
Ситком дебютировал в качестве замены в середине сезона весной 1994 года, в рамках пятничного блока TGIF. Весной 1995 года ABC закрыл шоу после двух сезонов из-за низких рейтингов, после чего новообразовавшаяся сеть The WB взяла ситком для продолжения трансляции. Третий сезон стартовал 6 сентября 1995 года и низкорейтинговый ситком транслировался на The WB вплоть до 1999 года. Хотя шоу никогда не имело успеха в рейтингах, ситком добился значительного успеха в синдикации в 2000-х на кабельных каналах Disney Channel, ABC Family и WGN America. В 2011 году было объявлено о планах сделать фильм-воссоединение.
В 1995 году ситком выиграл премию «Эмми» в технической категории за операторскую работу. Также шоу получило четыре NAACP Image Award и несколько других малых наград.

## Обзор
В пилотной серии близнецы воссоединяются во время случайной встречи в магазине одежды в торговом центре со своими приемными родителями.
Тиа Лэндри (Тиа Моури) — интеллигентная близняшка из пригорода Детройта, где ее приемная мать Лиза (Джеки Харри) работает швеей; Тамера Кэмпбелл (Тамера Моури) — близняшка из пригорода, где ее приемный отец Рэй (Тим Рид) владеет успешным лимузин-сервисом. После их неожиданного воссоединения Рэй с неохотой разрешает Тиа и Лизе переехать к нему, поскольку Лиза собиралась устроиться на работу дизайнером в Сент-Луисе, что снова разлучило бы девочек. Соседом девушек становится зануда Роджер Эванс (Маркес Хьюстон), надоедливый подросток, который влюблен в них обеих. Тиа и Тамера часто нарушали четвертую стену и обращались к зрителям. В последнем сезоне, когда девушки уезжают в колледж, Роджер перестает появляться в сериале, так как он еще учился в школе, хотя и возвращается в качестве гостя в финальном эпизоде. К пятому сезону Тиа и Тамера обзавелись постоянными бойфрендами: У Тии — Тайрик Скотт (РонРико Ли), а у Тамеры — Джордан Беннетт (Деон Ричмонд).
В эпизоде шестого сезона «День отца» близнецы знакомятся со своим биологическим отцом Мэттом Салливаном (Тони Каррьеро), известным белым фотожурналистом, который так и не женился на их матери Расель Гэвин, потому что у них не было возможности: ее попросили написать фреску во Флориде, а ему выпала «возможность всей жизни» на Ближнем Востоке; когда он уезжал, Расель сказала ему, что присоединится к нему в Тель-Авиве, но не упомянула о своей беременности, а через 6 месяцев она перестала писать. После ее смерти Мэтту не разрешили увидеться с девочками, поскольку он не мог доказать, что является их отцом, а когда он искал их позже, то так и не нашел, поскольку они были удочерены отдельно.